# アナスタス・ミコヤン
アナスタス・イヴァノヴィチ・ミコヤン（アルメニア語: Անաստաս Հովհաննեսի Միկոյան、ロシア語: Анаста́с Ива́нович Микоя́н、ラテン文字転写の例：Anastas Ivanovich Mikoyan 英語:  [miːkoʊˈjɑːn]、アナスタース・イヴァーノヴィチ・ミカイァーン、1895年11月25日 - 1978年10月21日）は、ソビエト連邦の政治家、革命家。アルメニア人である。商工人民委員（貿易大臣、ru:Министерство торговли СССР）・第一副首相・最高会議幹部会議長（在任期間は1964年7月15日から1965年12月9日）を歴任した。
ヨシフ・スターリンからニキータ・フルシチョフの時代をしたたかに生き延びた、希有なオールド・ボリシェヴィキとして知られる。弟にMiG戦闘機の設計者のアーテムがいる。

## 生涯

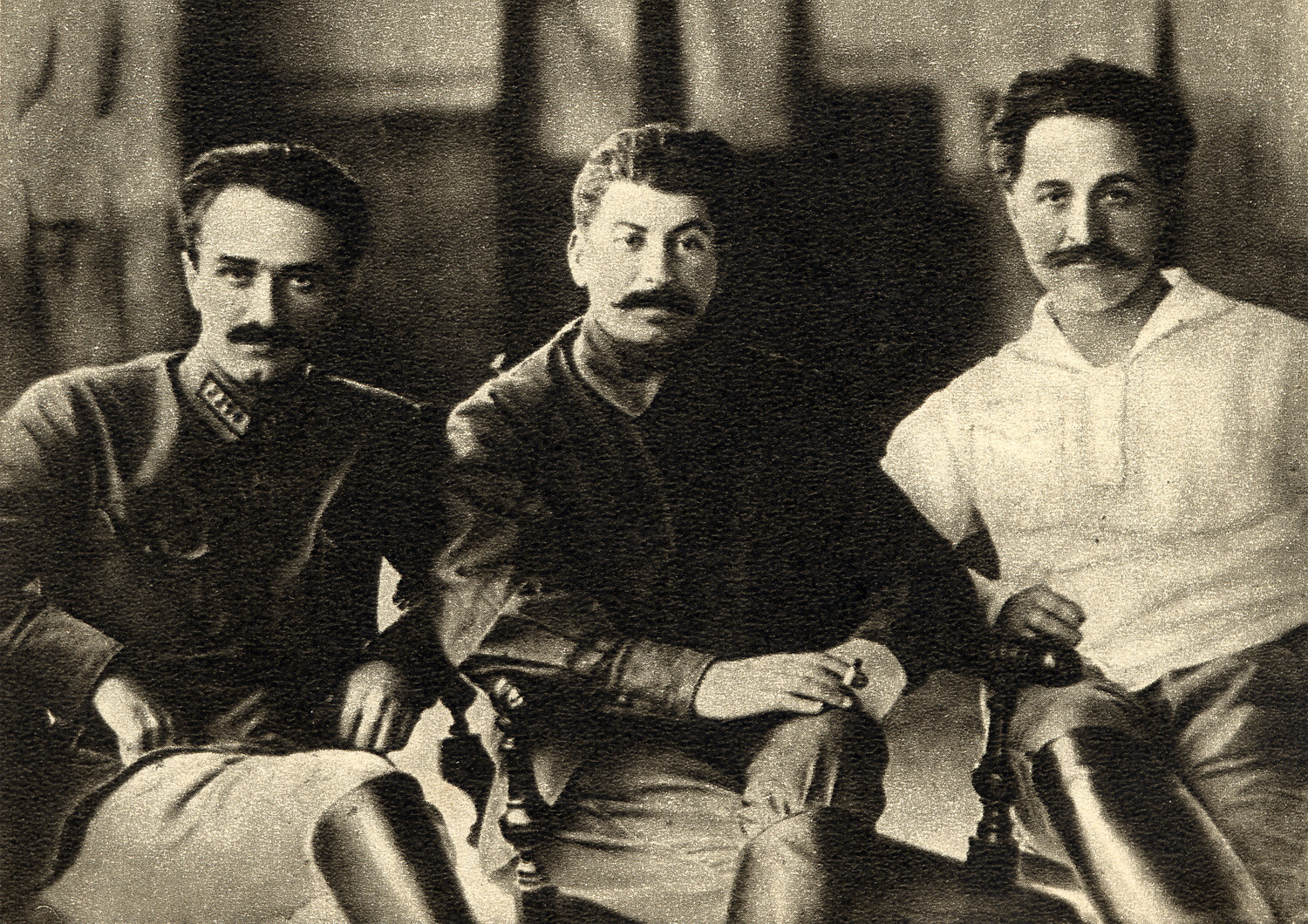
左から、ミコヤン、スターリン、オルジョニキーゼ（1925年撮影）

1895年11月25日にロシア帝国のアルメニアのサナイン村（現在のアラヴェルジ市en:Alaverdiの一部）で大工の家に誕生する。トビリシの神学校で教育を受けた後に1915年にロシア社会民主労働党（後のソビエト連邦共産党）に入党し、カフカースにおける革命運動の指導者として次第に頭角を現す。1917年にロシア革命が勃発すると、アゼルバイジャンの首都バクーで革命運動を指揮した。1918年、同地に介入してきたイギリス軍によって拘束された。しかしまもなく釈放され、1920年にはバクーにおける労働者蜂起に参加した。こうしてミコヤンは地方レベルの共産党組織・機関でスターリン派党官僚（アパラチキ）として活動した。
1923年に党中央委員に選出される。1924年にウラジーミル・レーニンが死ぬと、その後の権力闘争の中で一貫してスターリンを支持した。グリゴリー・オルジョニキーゼとともに、その出身地からコーカサス・トリオ（カフカース派）とよばれた。1926年、党の政治局員候補に選出されるとともに、外国貿易・国内商業人民委員（大臣）に就任した。同人民委員としては、貿易および国内商業の組織化の実施、欧米諸国から缶詰製造計画の導入などが上げられる。1928年に第一次五ヶ年計画が開始され、企業の再国有化や農業集団化が実施される中で、穀物調達の責任者として穀物の飢餓輸出を強行した他、ロシアの所有する貴金属や絵画を外貨獲得のために外国に売却した（ソ連政府のエルミタージュ美術品売却も参照）。
1930年代にはソ連における補給・食品工業・対外貿易を担当し、第二次世界大戦では、前線への物資補給システム構築の責任者として大きな役割を果たした。この間の1935年に政治局員となり、1937年には人民委員会副議長（副首相）となる。大戦中の1942年、スターリンを議長とする国家防衛委員会のメンバーとなり、戦後の1946年ソ連閣僚会議副議長（副首相）として首相であるスターリンを補佐した。その後も一貫して外国貿易と国内商業を担当し、戦後のソ連経済の復興に当たり、「赤い商人」の異名をとった。また、1949年からは中華人民共和国の毛沢東との間で中ソ友好同盟条約に代わる中ソ友好同盟相互援助条約締結に向けた秘密交渉に当たっており、1956年の8月宗派事件では中国の彭徳懐とともに朝鮮民主主義人民共和国の金日成に内政干渉を行った。

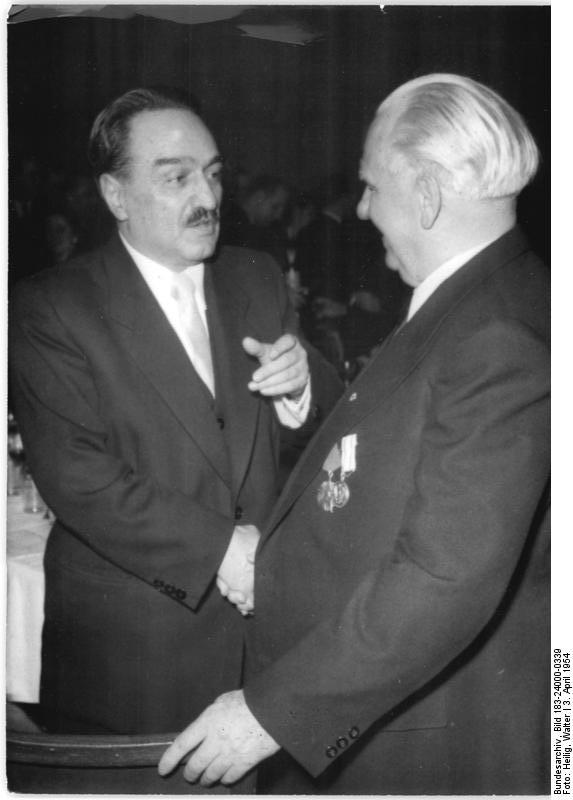
1954年、東ドイツのヴィルヘルム・ピーク大統領と

1953年3月5日にスターリンが死去し、首相に就任したゲオルギー・マレンコフ書記のもとで外国貿易大臣の地位を維持した。しかし、マレンコフは党務から外れて首相に専任となり、新たに党第一書記となったニキータ・フルシチョフが、1956年第20回ソ連共産党大会においてスターリン批判を開始するやこれを支持、スターリン批判の先頭に立つ。フルシチョフ新体制では第一副首相に就任する。1956年10月のハンガリー動乱では、ミコヤンは政治局会議でソビエト連邦軍の介入が国際社会における非難を浴びると主張して、フルシチョフの介入決定に対しては自らの自殺すらほのめかして強く反対したとされるが、特派大使としてハンガリーに派遣され、事態の収拾に当たった。1957年に辞職をほのめかしてフルシチョフを牽制したと言われる。その一方で同年マレンコフ、ヴャチェスラフ・モロトフ、ラーザリ・カガノーヴィチらを中心とするフルシチョフ追い落とし、いわゆる「反党グループ」事件では、一貫してフルシチョフ擁護に回り、逆にマレンコフ、モロトフ、カガノーヴィチは失脚した。ミコヤンがフルシチョフを支持し、非スターリン化に回った動機としては、旧スターリン派の勝利によって再び大粛清への回帰を予想したと言われる。以後第一副首相として対外経済関係・貿易を担当し、日本・アメリカ・メキシコなどを歴訪している。日本には1961年と1964年に訪れ、1991年にゴルバチョフ大統領が来日するまで、訪日した最高レベルのソ連の首脳であった。辣腕なミコヤンは「赤いセールスマン」と揶揄された。
フルシチョフ期のミコヤンはデタント（緊張緩和）を支持し、比較的穏健な外交政策の推進を堅持した。1961年にフルシチョフがベルリンの壁を構築したことや、1960年にパリで行われた米ソ英仏四カ国首脳会談でアメリカの偵察機U2の撃墜を受け、同会議から離脱したことには、冷戦の継続をもたらすと批判的であった。しかしながらミコヤンは、外交路線でフルシチョフを批判することはあったものの、フルシチョフ期全般を通じてソ連共産党首脳の中では、フルシチョフの熱心な支持者として振る舞った。
フルシチョフもミコヤンを重用し、最高幹部として遇した。1964年にはソ連の国家元首にあたる最高会議幹部会議長に就任した。また、ミコヤンはソ連を代表して1963年のジョン・F・ケネディの葬儀に参列している。この時の弔問外交では、リンドン・ジョンソン大統領と会談し、暗殺犯とされたリー・ハーヴェイ・オズワルドとソ連の関係と事件への関与を否定している。
上述のようにミコヤンとフルシチョフとの関係は良好であったが、他方党内ではフルシチョフ改革による党組織の絶え間ない再編・外交・フルシチョフの粗野な言行に対して次第に不満が高まっていった。機を見るに敏なミコヤンは、フルシチョフ追放の宮廷クーデターを察知する立場に立ちながら、黙殺に近い立場を貫いた。1964年10月、フルシチョフは党中央委員会第一書記と閣僚会議議長を解任されて失脚する。ミコヤンはフルシチョフ解任の中央委員会総会では、幹部会員で唯一解任に反対し、折衷案としてフルシチョフの「第一書記からの解任と閣僚会議議長への留任」を提案したが、この提案は直ちに否決された。
フルシチョフ失脚後に二人は二度と会うことはなかったが、ミコヤンは失脚直後のフルシチョフに何度か励ましの電話をかけた。電話は盗聴されており、その内容は直ちにレオニード・ブレジネフに報告されたが、ブレジネフは電話をかけたことをひどく不快に思っていることをミコヤンに伝えずにはいられなかった。
ミコヤンはあまりにフルシチョフに近かったため、フルシチョフ失脚後は党内でその存在が疎まれた。フルシチョフ失脚の翌年の1965年に最高会議幹部会議長の職を辞任し、事実上ミコヤン自身も失脚することになった。ブレジネフ指導部は、ミコヤンとフルシチョフの友情を非常に恐れていたといわれており、古典的な「分割して支配せよ」という方法で二人を引き裂いた。フルシチョフは徹底的に監視下に置かれる一方、妻に先立たれていたミコヤンには身の回りを世話する若い女性をあてがわれ、回想録を執筆する自由も許された。また、KGBはミコヤンの運転手に「フルシチョフはミコヤンの悪口ばかりを言っている」と根も葉も無いデマ情報を流し、これを聞いて怒ったミコヤンは実際にフルシチョフに電話をかけなくなった。
1971年にフルシチョフが死去した際、ミコヤンは新聞プラウダの小さな記事で初めてその死を知る。ミコヤンは葬儀には使者と花輪を届けている。
1978年10月21日に死去した。82歳であった。遺体はクレムリンの壁ではなく、フルシチョフと同じモスクワのノヴォデヴィチ修道院墓地に葬られた。

## エピソード
オールド・ボルシェヴィキだが、柔軟な発想の持ち主でもあった。2度の訪日時には以下のような逸話を残した。
1961年の初訪日の際、ミコヤンは松下電器産業（現在のパナソニック）の工場を視察し、松下幸之助と会見した。この時、松下が自社の家庭電化製品によって女性が家事労働から解放されたと述べると、ミコヤンは松下を賞賛したという。
1964年に再び日本を訪れた際には朝日新聞社を訪問し、「ここが各国の共産党の悪口を言うところか」とジョークを飛ばした。
ダリモレプロドクトが運用していた第5蟹工船(Пятый краболов)はアナスタス・ミコヤンに改名されている。